# Tahiyra
Tahiyra, née en 2020, est un cheval de course qui participe aux courses hippiques de plat, sacrée meilleure pouliche européenne de 3 ans en 2023. 

## Carrière de courses
Élevée en Irlande dans l'un des haras de son propriétaire l'Aga Khan, Tahirya est confiée à Dermot Weld et montée en course par Chris Hayes. Elle débute en juin de ses 2 ans à Galway par une facile victoire dans un maiden puis, en septembre, elle gagne de toute une classe les Moyglare Stud Stakes au Curragh. La pouliche n'a couru que deux fois en laissant l'impression d'un talent hors du commun, mais sa rareté lui coûte sans doute le titre de meilleure 2 ans de l'année en Europe, qui revient à la Britannique Lezoo (cinq courses et quatre victoires dont les Cheveley Park Stakes). Pourtant, c'est bien Tahiyra qui se présente en favorite au départ des 1000 Guineas, une épreuve jamais remportée par l'Aga Khan. Sans doute un peu en retard dans sa préparation, elle doit s'avouer vaincue par la Godolphin Mawj, très en forme après avoir hiverné à Dubaï, à l'issue d'une lutte qui laisse le reste des concurrentes, dont Lezoo, à huit longueurs et plus. 
Trois semaines plus tard, Tahiyra semble plus avancée en condition et remporte brillamment les 1000 Guinées irlandaises aux dépens de la bonne Meditate (Breeders' Cup Juvenile Fillies Turf, sixième des 1000 Guinées), puis confirme son statut de meilleure 3 ans sur le mile dans les Coronation Stakes durant le meeting de Royal Ascot. Après un break estival, la pouliche poursuit son sans faute dans les Matron Stakes, où elle s'impose face aux juments d'âge et remporte ainsi son quatrième groupe 1, le troisième consécutif. En fin de saison, das les Queen Elizabeth II Stakes, elle défie celui qui est un peu son alter ego chez les poulains, Paddington. Mais les deux champions ne sont pas seuls face à face dans ce qui est la plus belle course européenne sur le mile de l'année, malgré la défection tardive de la championne Inspiral. Nashwa s'annonce, toujours là au plus haut niveau, avec le revenant Chaldean, vainqueur des 2000 Guinées et deux Français ambitieux : Facteur Cheval et Big Rock, plusieurs fois placés de groupe 1. La course est menée par ce dernier, qui n'attend personne et ne laisse aucun espoir à ses adversaires. Six longueurs derrière, Tahiyra et Facteur Cheval sont les seuls à pouvoir accélérer, mais le Français a le dernier mot et arrache le premier accessit à Tahiyra. Dans la foulée, Dermot Weld, qui la tient pour la meilleure pouliche qu'il ait entraînée, annonce que sa protégée ne sera plus revue en compétition et rejoint le haras. En fin de saison, Tahiyra est sacrée meilleure 3 ans européenne de l'année. 

### Résumé de carrière
| Date         | Hippodrome   | Pays        | Course                    | Statut      | Distance    | Jockey      | Place       | Écart       | Vainqueur ou deuxième |
| 2022, 2 ans  | 2022, 2 ans  | 2022, 2 ans | 2022, 2 ans               | 2022, 2 ans | 2022, 2 ans | 2022, 2 ans | 2022, 2 ans | 2022, 2 ans | 2022, 2 ans           |
| ------------ | ------------ | ----------- | ------------------------- | ----------- | ----------- | ----------- | ----------- | ----------- | --------------------- |
| 26 juin      | Galway       | Irlande     | Maiden                    |             | 1 400 m     | Chris Hayes | 1er / 10    | 5 ½         | Dower House           |
| 11 septembre | Curragh      | Irlande     | Moyglare Stud Stakes      | Gr. 1       | 1 400 m     | Chris Hayes | 1er / 11    | 2 ¼         | Meditate              |
| 2023, 3 ans  |              |             |                           |             |             |             |             |             |                       |
| 7 mai        | Newmarket    | Royaume-Uni | 1000 Guineas              | Gr. 1       | 1 600 m     | Chris Hayes | 2e / 20     | 1/2         | Mawj                  |
| 28 mai       | Curragh      | Irlande     | Irish 1000 Guineas        | Gr. 1       | 1 600 m     | Chris Hayes | 1er / 10    | 1 ½         | Meditate              |
| 23 juin      | Ascot        | Royaume-Uni | Coronation Stakes         | Gr. 1       | 1 600 m     | Chris Hayes | 1er / 6     | 1           | Remarquee             |
| 9 septembre  | Leopardstown | Irlande     | Matron Stakes             | Gr. 1       | 1 600 m     | Chris Hayes | 1er / 12    | 1 ¼         | Rogue Millennium      |
| 21 octobre   | Ascot        | Royaume-Uni | Queen Elizabeth II Stakes | Gr. 1       | 1 600 m     | Chris Hayes | 3e / 11     | 6 ¼         | Big Rock              |

## Origines
En une décennie, le prix de saillie de Siyouni, le père de Tahiyra, est passé de 7 000 € à 150 000 € : jamais un étalon faisant la monte en France (il est stationné au Haras de Bonneval, en Normandie) n'a été proposé à un tel tarif. Il faut dire que ce vainqueur du Prix Jean-Luc Lagardère sous les couleurs de l'Aga Khan est devenu l'un des meilleurs étalons d'Europe, père notamment des champions Sottsass, St Mark's Basilica, Laurens et Paddington. 
Tahiyra est la sœur de la championne Tarnawa (par Shamardal) qui en 2020, année où elle resta invaincue, enchaîna les succès dans le Prix Vermeille, le Prix de l'Opéra et la Breeders' Cup Turf. prenant l'année suivante la deuxième place du Prix de l'Arc de Triomphe de Torquator Tasso. Leur mère, Tarana, s'est imposé au niveau Listed.

### Pedigree
| Origines de Tahiyra (IRE), femelle baie née en 2020 | Origines de Tahiyra (IRE), femelle baie née en 2020 | Origines de Tahiyra (IRE), femelle baie née en 2020 | Origines de Tahiyra (IRE), femelle baie née en 2020 |
| --------------------------------------------------- | --------------------------------------------------- | --------------------------------------------------- | --------------------------------------------------- |
| Père Siyouni                                        | Pivotal                                             | Polar Falcon                                        | Nureyev                                             |
| Père Siyouni                                        | Pivotal                                             | Polar Falcon                                        | Marie d'Argonne                                     |
| Père Siyouni                                        | Pivotal                                             | Fearless Revival                                    | Cozzene                                             |
| Père Siyouni                                        | Pivotal                                             | Fearless Revival                                    | Stufida                                             |
| Père Siyouni                                        | Sichilla                                            | Danehill                                            | Danzig                                              |
| Père Siyouni                                        | Sichilla                                            | Danehill                                            | Razyana                                             |
| Père Siyouni                                        | Sichilla                                            | Slipstream Queen                                    | Conquistador Cielo                                  |
| Père Siyouni                                        | Sichilla                                            | Slipstream Queen                                    | Country Queen                                       |
| Mère Tarana                                         | Cape Cross                                          | Green Desert                                        | Danzig                                              |
| Mère Tarana                                         | Cape Cross                                          | Green Desert                                        | Foreign Courier                                     |
| Mère Tarana                                         | Cape Cross                                          | Park Appeal                                         | Ahonoora                                            |
| Mère Tarana                                         | Cape Cross                                          | Park Appeal                                         | Balidaress                                          |
| Mère Tarana                                         | Tarakala                                            | Dr Fong                                             | Kris S.                                             |
| Mère Tarana                                         | Tarakala                                            | Dr Fong                                             | Spring Flight                                       |
| Mère Tarana                                         | Tarakala                                            | Tarakana                                            | Shahrastani                                         |
| Mère Tarana                                         | Tarakala                                            | Tarakana                                            | Tarafa (famille 5-b)                                |